# Mourad Fahmy
Pour les articles homonymes, voir Fahmy.
Mourad Fahmy (né en 1910 et mort en 1983 à Abidjan) est un ancien footballeur égyptien, devenu entraîneur de football, puis dirigeant de football et ministre.

## Biographie
Mourad Fahmy est joueur de l'Al Ahly SC. Il est ensuite le sélectionneur des Pharaons entre 1955 et 1957, remportant la première édition de la Coupe d'Afrique des nations en 1957. 
Il a ensuite une carrière de dirigeant : il est l'un des membres fondateurs de la CAF, est secrétaire général de la CAF de 1961 à 1982. Il est même ministre de l'agriculture sous la présidence de Nasser. Il meurt à Abidjan en 1983, alors qu'il doit participer à un meeting de la CAF.

## Palmarès
- Vainqueur de la Coupe d'Afrique des nations 1957 avec l'équipe d'Égypte